# Baltimore Bullets 1964-1965
La stagione 1964-65 dei Baltimore Bullets fu la 4ª nella NBA per la franchigia.
I Baltimore Bullets arrivarono terzi nella Western Division con un record di 37-43. Nei play-off vinsero la semifinale di division con i St. Louis Hawks (3-1), perdendo poi la finale di division con i Los Angeles Lakers (4-2).

## Roster
| N°    | Naz.                   | Ruolo | Sportivo         | Anno | Alt. | Peso |
| ----- | ---------------------- | ----- | ---------------- | ---- | ---- | ---- |
| 8     | Stati Uniti (bandiera) | C     | Walt Bellamy     | 1939 | 211  | 102  |
| 10    | Stati Uniti (bandiera) | G     | Don Ohl          | 1936 | 191  | 86   |
| 11-21 | Stati Uniti (bandiera) | GA    | Sihugo Green     | 1933 | 188  | 84   |
| 12    | Stati Uniti (bandiera) | AC    | Bob Ferry        | 1937 | 203  | 104  |
| 15    | Stati Uniti (bandiera) | C     | Bailey Howell    | 1937 | 201  | 95   |
| 20    | Stati Uniti (bandiera) | G     | Al Butler        | 1938 | 188  | 79   |
| 20    | Stati Uniti (bandiera) | AC    | Wayne Hightower  | 1940 | 203  | 87   |
| 20    | Stati Uniti (bandiera) | G     | Gary Hill        | 1941 | 193  | 84   |
| 22    | Stati Uniti (bandiera) | G     | Kevin Loughery   | 1940 | 191  | 86   |
| 23    | Stati Uniti (bandiera) | AC    | Charlie Hardnett | 1938 | 203  | 102  |
| 24    | Stati Uniti (bandiera) | G     | Wali Jones       | 1942 | 188  | 82   |
| 25    | Stati Uniti (bandiera) | G     | Gus Johnson      | 1938 | 198  | 104  |
| 33    | Stati Uniti (bandiera) | A     | Gary Bradds      | 1942 | 203  | 95   |
| 41    | Stati Uniti (bandiera) | AC    | Les Hunter       | 1942 | 201  | 95   |

## Staff tecnico
- Allenatore: Buddy Jeannette